# ۳۳ (قمری)
۳۳ (قمری)، سی و سومین سال در گاهشماری هجری قمری است. اول محرم این سال برابر با پنجم اوت سال ۶۵۳ میلادی است.

## رویدادها
- تبعید بزرگان کوفه از جمله مالک اشتر ،    کمیل بن زیاد نخعی ،   زید بن صوحان ،  صعصعه بن صوحان و حارث بن عبدالله همدانی به شام توسط  عثمان . علت آن مخالفت این گروه با سعید بن عاص استاندار جدید کوفه عنوان شده .

- تبعید برخی بزرگان بصره چون عامر بن عبدقیس به شام

- ادامه فتوحات مسلمانان در مناطق روم و همچنین لشکرکشی به برخی مناطق فتح شده مانند آفریقا و قبرس به دلیل پیمان شکنی

## زادگان
- ۱۱ شعبان ،  علی اکبر فرزند حسین بن علی

## درگذشتگان
- مقداد بن اسود صحابه پیامبر اسلام

- عبدالله بن کعب صحابه پیامبر اسلام

- حصین بن حارث صحابه رسول خدا